# 浜田昌良
浜田 昌良（はまだ まさよし、1957年2月28日 - ）は、日本の政治家。公明党アドバイザー。
参議院議員（3期）、復興副大臣（第3次安倍第3次改造内閣・第4次安倍内閣・第4次安倍第1次改造内閣）などを歴任した。

## 経歴
- 1957年2月28日 - 大阪府大阪市天王寺区に生まれる[1]。
- 大阪市立真田山小学校、横浜市立大綱中学校、神奈川県立横浜翠嵐高等学校卒業。
- 1979年 - 京都大学工学部建築学科卒業。
- 1980年 - 京都大学大学院修士課程中退。
- 通商産業省（現：経済産業省）に入省。生物化学産業課長などを歴任。
- 2003年 - 経済産業省を退職。
- 2004年7月11日 - 第20回参議院議員通常選挙に全国比例区で公明党から立候補し、得票数党内7位（33,310票）で初当選。
- 2006年 - 第1次安倍内閣で外務大臣政務官に任命される。
- 2010年7月11日 - 第22回参議院議員通常選挙に全国比例区で公明党から立候補し、得票数党内5位（503,177票）で再選。
- 2012年12月 - 第2次安倍内閣で復興副大臣に任命される。
- 2014年9月3日、第2次安倍改造内閣で復興副大臣に再任。
- 2016年7月10日 - 第24回参議院議員通常選挙に全国比例区で公明党から立候補し、得票数党内6位（388,473票）で3選。
- 2017年9月27日 - 長沢広明の辞任に伴い、第3次安倍第3次改造内閣で再び復興副大臣に任命される。
- 2022年 - 第26回参議院議員通常選挙に立候補せず、任期満了に伴い退任。同年、福島県双葉町に移住[2]。

## 政策
- 医療体制の強化[3]。
- 育児と介護のしくみの整備[3]。
- 環境・観光産業の強化[3]。
- 福祉産業の強化[3]。
- 都市型農林水産業の推進[3]。
- 生涯にわたる個性と意欲を活かす教育[3]。
- 選択的夫婦別姓制度に賛成[4]。

## 活動
- 2008年11月5日、アフガニスタンの現状と空爆について審議する参議院外交防衛委員の一人として、参考人として呼ばれていた中村哲医師に対して質問を行った[注釈 1]。
- 2011年、ODA削減案に反対する超党派連合のメンバーとして名を連ねた[6][7]。

## 主な所属議員連盟
- 北京オリンピックを支援する議員の会
- 日朝国交正常化推進議員連盟

## 役職歴

### 内閣
- 復興副大臣（第2次安倍内閣・第2次安倍改造内閣・第3次安倍内閣、第3次安倍第3次改造内閣・第4次安倍内閣・第4次安倍第1次改造内閣）
- 外務大臣政務官（第1次安倍内閣）

### 参議院
- 文教科学委員会委員
- 東日本大震災復興特別委員会委員
- 法務委員会委員
- 北朝鮮による拉致問題等に関する特別委員会委員
- 厚生労働委員会委員
- 災害対策特別委員会委員
- 経済・産業・雇用に関する特別調査会理事
- 経済産業委員会委員
- 東日本大震災復興及び原子力問題特別委員会理事

### 公明党
- アドバイザー
- 参議院議員団政策審議会長
- 市民活動局長
- 神奈川県本部県民運動副委員長
- 外交部会副部会長
- 安全保障部会長
- 市民活動局次長
- 団体局長
- 神奈川県本部副代表

## 人物
- 家族構成は、妻と2男1女の5人家族[1]。
- 趣味は映画観賞。印象に残っている作品は『幸福の黄色いハンカチ』。お気に入りのアーティストは小田和正[1]。